# Malvoideae
Malvoideae es una subfamilia de plantas con flores de la familia Malvaceae. La extensa familia Malvaceae se divide en 9 subfamilias , incluyendo Malvoideae .
Malvoideae de Kubitzki y Bayer incluye 4 tribus - Malveae, Gossypieae, Hibisceae y Kydieae - y dos géneros sin colocar - Jumelleanthus y Howittia. 
Baum et al. tiene un concepto más amplio de Malvoideae, que incluye , además, la tribu Matisieae (tres géneros de árboles neotropicales ) y los géneros Lagunaria, Camptostemon, Pentaplaris y Uladendron.

## Tribus
- Gossypieae - Hibisceae - Kydieae - Malveae

## Géneros
- Abelmoschus - Abutilon - Abutilothamnus - Acaulimalva - Akrosida - Alcea - Allosidastrum - Allowissadula - Althaea - Alyogyne - Anisodontea - Anoda - Anotea - Asterotrichion - Bakeridesia - Bastardia - Bastardiastrum - Bastardiopsis - Batesimalva - Billieturnera - Briquetia - Callirhoe - Calyculogygas - Calyptraemalva - Cenocentrum - Cephalohibiscus - Cienfuegosia - Codonochlamys - Corynabutilon - Cristaria - Decaschistia - Dendrosida - Dicellostyles - Dirhamphis - Eremalche - Fioria - Fryxellia - Fuertesimalva - Gaya - Gossypioides - Gossypium - Gynatrix - Hampea - Helicteropsis - Herissantia - Hibiscadelphus - Hibiscus - Hochreutinera - Hoheria - Horsfordia - Howittia - Humbertianthus - Humbertiella - Iliamna - Julostylis - Jumelleanthus - Kearnemalvastrum - Kitaibela - Kokia - Kosteletzkya - Krapovickasia - Kydia - Lagunaria - Lavatera - Lawrencia - Lebronnecia - Lecanophora - Macrostelia - Malachra - Malacothamnus - Malope - Malva - Malvastrum - Malvaviscus - Malvella - Megistostegium - Meximalva - Modiola - Modiolastrum - Monteiroa - Napaea - Nayariophyton - Neobaclea - Neobrittonia - Nototriche - Palaua - Pavonia - Peltaea - Periptera - Perrierophytum - Phragmocarpidium - Phymosia - Plagianthus - Pseudabutilon - Radyera - Rhynchosida - Robinsonella - Rojasimalva - Senra - Sida - Sidalcea - Sidasodes - Sidastrum - Sphaeralcea - Symphyochlamys - Talipariti - Tarasa - Tetrasida - Thespesia - Urena - Wercklea - Wissadula